# 마쓰나가 다카히로
마쓰나가 다카히로(일본어: 松永 昂大, 1988년 4월 16일 ~ )는 일본의 프로 야구 선수이며, 현재 퍼시픽 리그인 지바 롯데 마린스의 소속 선수(투수)이다.

## 인물

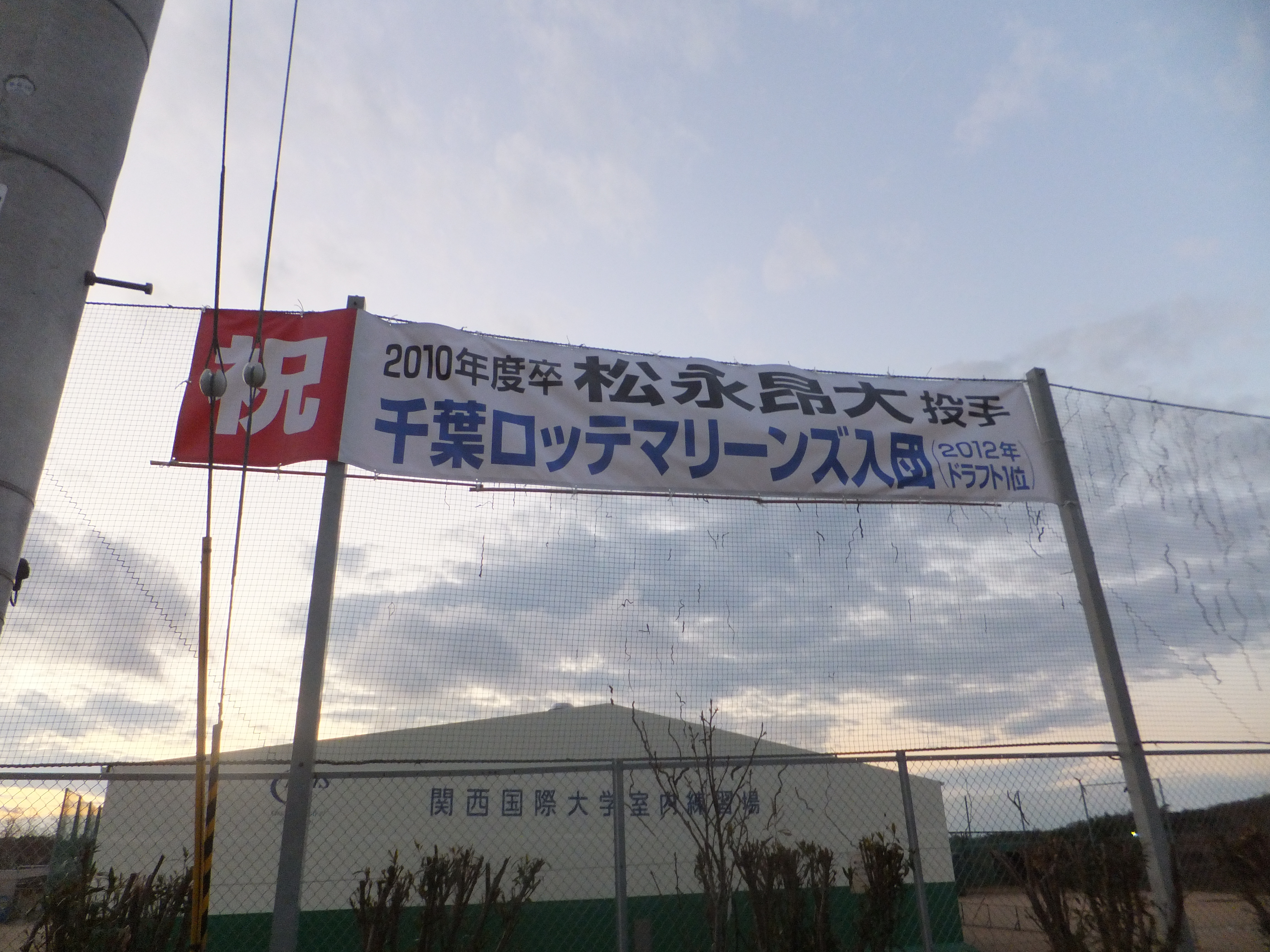
마쓰나가의 모교인 간사이 국제대학에서 지바 롯데 마린스에 입단한 것을 기념해 플랜카드가 걸렸다.

가가와현 오가와 군 시도 정(현재의 사누키시)에서 태어나 시도 초등학교 3학년 때 처음으로 지역 소년 야구 팀에 들어가 야구를 시작했다. 시도 중학교에서는 연식 야구부에 소속해 3년 동안 에이스로 학교를 현 대회 우승으로 이끌었다.
다카마쓰 상업 고등학교에서는 2학년 가을부터 에이스로 발돋움하며 추계 현 대회에서 준우승했고, 추계 시코쿠 대회에서 8강에 올랐으며, 이듬해 춘계 현 대회에서 또 다시 준우승, 시드 2위로 도전했던 하계 현 대회에서는 3라운드에서 탈락하며 전국 고등학교 야구 선수권 대회에 출장하지는 못했다.
고등학교 졸업 후 간사이 국제 대학에 진학, 경식 야구부에 소속되어 1학년 봄부터 공식 경기에 출전했다. 사카키바라 료와 이하라 마사키가 빠진 3학년 봄에 주전 투수가 되어 봄·가을 모두 MVP를 수상, 4학년 때는 봄·가을 모두 최우수 투수 상을 수상했다. 특히 4학년 가을에는 리그 기록에 1승을 남겨둔 8승을 올렸다. 한신 대학 리그 통산 42경기에 등판해, 23승 3패, 방어율 1.14에 257 탈삼진을 기록했다.
프로 지망 신고서를 내지 않고, 대학을 졸업한 후 사회인 야구의 오사카 가스에 입사했다. 2011년 도시 대항 예선전 9경기 중 7경기에 선발하는 등의 활약을 보였으나 팀은 본선 진출에 실패했다. 2012년 팀은 예선에서 탈락했지만 동료인 구몬 가츠히코와 함께 파나소닉의 보강 선수로 본선에 진출했다. 2라운드인 JFE 서일본 전에서 선발로 7과 1/3이닝을 던져 5피안타 9탈삼진으로 호투해 승리 투수가 되며 파나소닉의 8강 진출에 공헌했다. 같은 해 8월 31일 오사카 가스 야구부의 부원 및 OB들의 집단 도박이 발각되어 활동 자숙 처분을 받았기 때문에 일본 선수권 대회는 출전할 수 없었다. 또한 12월 10일 도박에 연루된 동료 18명이 불구속 입건되었지만 마쓰나가는 포함되지 않았다.
2012년 드래프트 회의에서 후지나미 신타로를 추첨에서 놓친 오릭스 버펄로스와 지바 롯데 마린스가 1순위 지명으로 경쟁, 추첨 결과 지바 롯데가 교섭권을 획득했다. 이어 11월 30일 계약금 1억 엔에 플러스 성과급, 연봉 1,500만 엔에 가계약했으며 등번호는 28번으로 정해졌다.

## 플레이 스타일
초등학교 3학년 때부터 야구를 시작한 이래로 투수 외곬이였으며 사이드 스로 같은 쓰리 쿼터 좌완 투수이다. 평균 140 km/h대 초중반, 최고 151 km/h의 직구와 대각선으로 날카롭게 휘는 슬라이더가 주무기이다.

## 상세 정보

### 출신 학교
- 가가와 현립 다카마쓰 상업 고등학교
- 간사이 국제대학

### 선수 경력
- 오사카 가스
- 지바 롯데 마린스(2013 ~)

### 개인 기록
- 첫 등판·첫 홀드 : 2013년 3월 29일, 대 오릭스 버펄로스 1라운드 (QVC 마린필드)
- 첫 탈삼진 : 상동
- 첫 승리 : 2013년 4월 25일, 대 사이타마 세이부 라이온스 6차전 (세이부 돔)

### 등번호
- 28(2013 ~)